# Голостенов, Алексей Давидович
Алексей Давидович (Давыдович) Голостенов (1740 — 1 марта 1792) — российский государственный деятель, в 1784-1787 правитель Костромского наместничества. Генерал-майор (1783). 
Из старинного русского дворянского рода Голостеновых. Сын Давыда Мартыновича Голостенова, двоюродный брат чернского помещика Николая Степановича Голостенов и родной брат воронежского землемера Мартына Давыдовича Голостенова (прадеда пианистки  Марии Алексеевны Станкевич).
Состоял на военной службе. Участник Семилетней войны (1756—1763). В 1765 упоминается как капитан, при классах в сухопутном шляхетском кадетском корпусе.
Участник Русско-турецкой войны (1768—1774). С 1773 подполковник, главный инспектор над классами в Морском шляхетском корпусе. Бригадир (с 28 июня 1782). Генерал-майор (1783).
С 20.03.1784 по 14.07.1787 правитель Костромского наместничества.
С 1787 в отставке.
Женa — Аннa Федоровнa Катенинa (17.06.1756-?), дочь полковника Ф. И. Катенинa (1725-1787). Дети:
- Александра (1780—1781)
- Мария (1778—1781)
- Федор (20.12.1776—?),
- Петр (31.08.1781—?)
- Александрa (28.01.1785- 23.09.1854), былa замужем (с 1801) за подподпоручиком И. А. Шиповым (1782-1823). После смерти мужа принялa постриг в Воскресенском Горицком монастыре Кирилловского уездa Новгородской губернии (1834) и с 1847 былa его схимонахиней под именем Агния[1].